# Knoflookpadden
Knoflookpadden (Pelobatidae) zijn een familie van pad-achtige kikkers (Anura).
De groep werd voor het eerst wetenschappelijk beschreven door Karel Lucien Bonaparte in 1850. Later werd de wetenschappelijke naam Pelobatina  gebruikt. Er zijn vier soorten in een enkel (monotypisch) geslacht; Pelobates. Knoflookpadden behoorden vroeger tot de padden (Bufonidae). Lange tijd werden ook de 7 soorten uit het geslacht van de Amerikaanse knoflookpadden (Scaphiopus)  en Spea tot de knoflookpadden gerekend, maar deze soorten zijn afgesplitst en vormen tegenwoordig een eigen familie; de Scaphiopodidae.

## Uiterlijke kenmerken
Knoflookpadden zijn sterk pad-achtige kikkers; de kop is relatief groot, de ogen puilen uit en hebben een verticale spleetvormige pupil. Ze hebben een klein en gedrongen lichaam en een groene tot bruine kleur met vlekken, de buikzijde is lichter. Een karakteristiek kenmerk is een verhard deel aan de achterpoten dat de metatarsusknobbel wordt genoemd. Deze structuur is schoffel-achtig en wordt gebruikt om zich snel achterwaarts in te graven.

## Levenswijze
Knoflookpadden zijn in de regel ’s nachts actief. Overdag graven ze zich in. Bij bedreiging wordt een sterk geurend secreet afgescheiden dat naar knoflook ruikt en giftig is voor veel huis- en roofdieren, bij de mens heeft het slechts een irriterende werking op de huid en met name als het in de ogen terecht komt.
Knoflookpadden zijn in staat om zich razendsnel in te graven en spenderen het grootste deel van hun tijd in een zelf gegraven hol van tien tot dertig centimeter diep. De paring vindt in de lente plaats. De eieren worden in snoeren afgezet, ze zijn ongelijk verdeeld binnen het eiersnoer in tegenstelling tot veel andere kikkers.

## Verspreiding en habitat
Knoflookpadden leven in Europa, Azië, het Arabisch Schiereiland en noordwestelijk Afrika. Doordat ze alleen bij regenachtig weer tevoorschijn komen uit hun holen, kunnen knoflookpadden in relatief droge omgevingen leven.

## Soortenlijst
Familie Pelobatidae
- Geslacht Pelobates
  - Soort Pelobates balcanicus Karaman, 1928 – Balkan knoflookpad
  - Soort Pelobates cultripes (Cuvier, 1829) – Spaanse knoflookpad
  - Soort Pelobates fuscus (Laurenti, 1768) – Knoflookpad
  - Soort Pelobates syriacus Boettger, 1889 – Syrische knoflookpad
  - Soort Pelobates varaldii Pasteur and Bons, 1959 – Marokkaanse knoflookpad
  - Soort Pelobates vespertinus (Pallas, 1771) – Pallas knoflookpad

Tot de familie Pelobatidae behoren ook 5 uitgestorven geslachten:
- Geslacht †Elkobatrachus Henrici & Haynes, 2006[5]
- Geslacht †Enigmatosaurus Sudre, 1969
- Geslacht †Eopelobates Parker, 1929
- Geslacht †Macropelobates Noble, 1924
- Geslacht †Miopelobates Wettstein-Westersheimb, 1955